# 苕溪小片
苕溪小片，原名湖州小片，是吴语太湖片下属的小片，与苏沪嘉小片、毗陵小片、临绍小片并列。苕溪小片分布于南太湖-钱塘江流域的广泛地区，主要为湖州市全境，嘉兴市桐乡、海宁，苏州市西山岛、吴江区西部，杭州市余杭区、临平区、西湖区和拱墅区部分。横跨苏浙两省，连接湖州、苏州、嘉兴、杭州4市。户籍人口约528.0万人。
苕溪小片属于吴语运河区（太湖片），所以是一种相当典型的吴语，明代孙楼的《吴音奇字》就用谐音字说湖州方言以“魕”来称鬼，与现在一致。苕溪小片相比于吴语苏沪嘉小片，有不少自身的特色。

## 划分历史

### 吴分南北

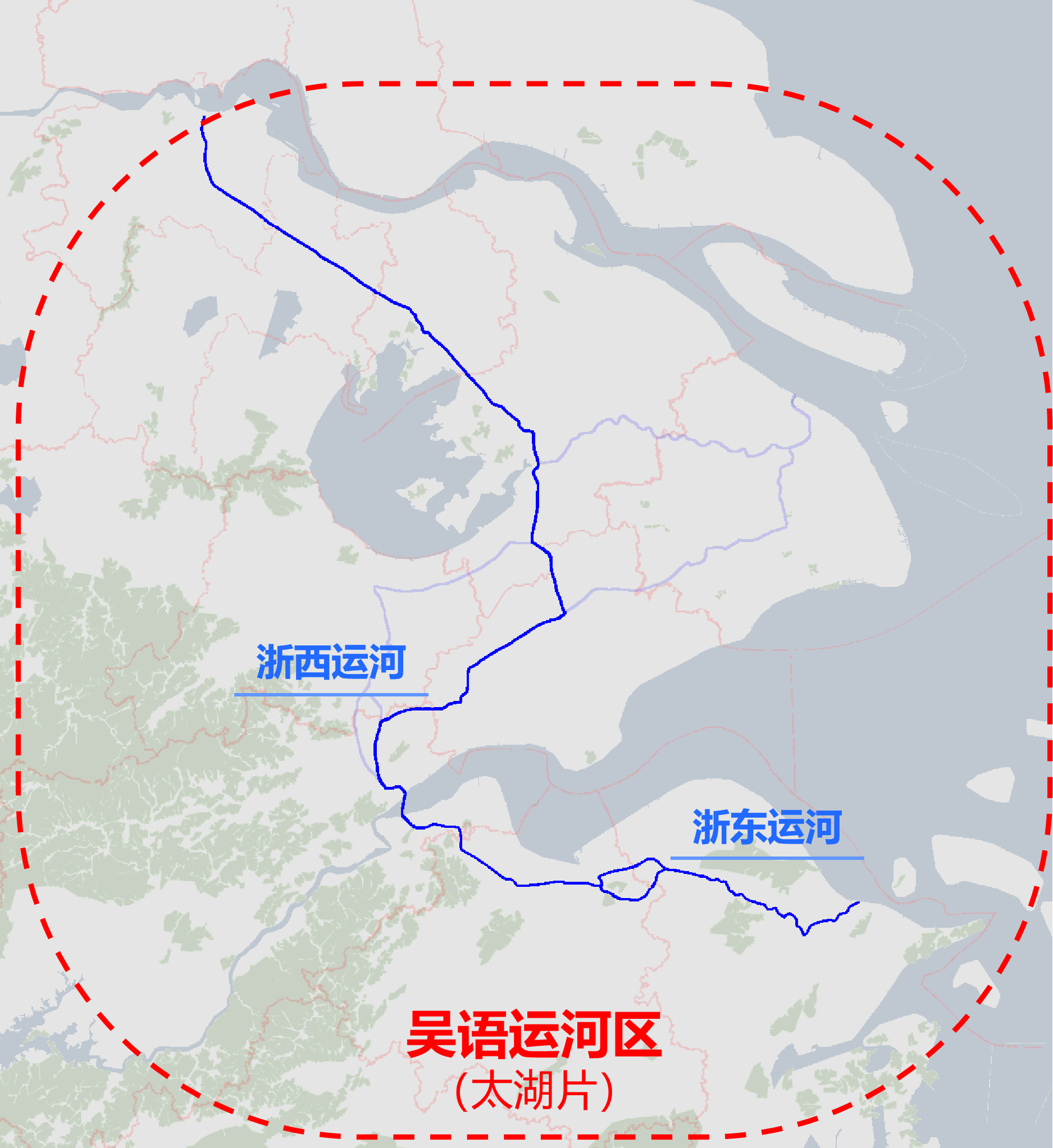

1984年4月，在中国社科院主管的期刊《方言》中蔡勇飞的《吴语的边界和南北分区》一文中，首先将吴语分为南、北两片。北片包含江苏南部、上海、浙江嘉兴、绍兴、宁波、舟山4地区，以及杭州北部的部分地区。
彼时，湖州各市县属于嘉兴地区，所以湖州自然是属于吴语的北区。

### 湖州分片
1984年12月，在期刊《方言》的《吴语的边界和分区》一文中，在吴语北区的基础上，进而划分出“湖州小片”。
1985年9月，在浙江省语言学会编委会、浙江省教育厅方言研究室联合编制的报告《浙江吴语分区》一文中，在浙江省的范围内，对吴语进行分区。分成了浙北区与浙南区。浙北区分为嘉兴片、湖州片、杭州片、临绍片、明州片；浙南区分为台州片、温州片、婺州片、丽衢片、严州片。此时已经确认区分了湖州方言和其他方言，显然，这种划分方式也是依照现有行政的简单划分。

### 定名苕溪
1986年2月，原湖州小片更名为“苕溪小片”。

## 同言线特征
- 除桐乡、临平、良渚等地外，中古澄母通常读塞擦音(ʣ-或ʥ-)[6][7]。（根据研究，吴语的ʣ-声母很大程度实为澄母）[8]；

——如安吉安城[撞 ʣɔ̃ | 沉 ʣəŋ]，太湖西山[撞 ʣɑ̃ | 橙 ʣã]，海宁盐官[撞 ʥyɔ̃ | 传 ʥyø]

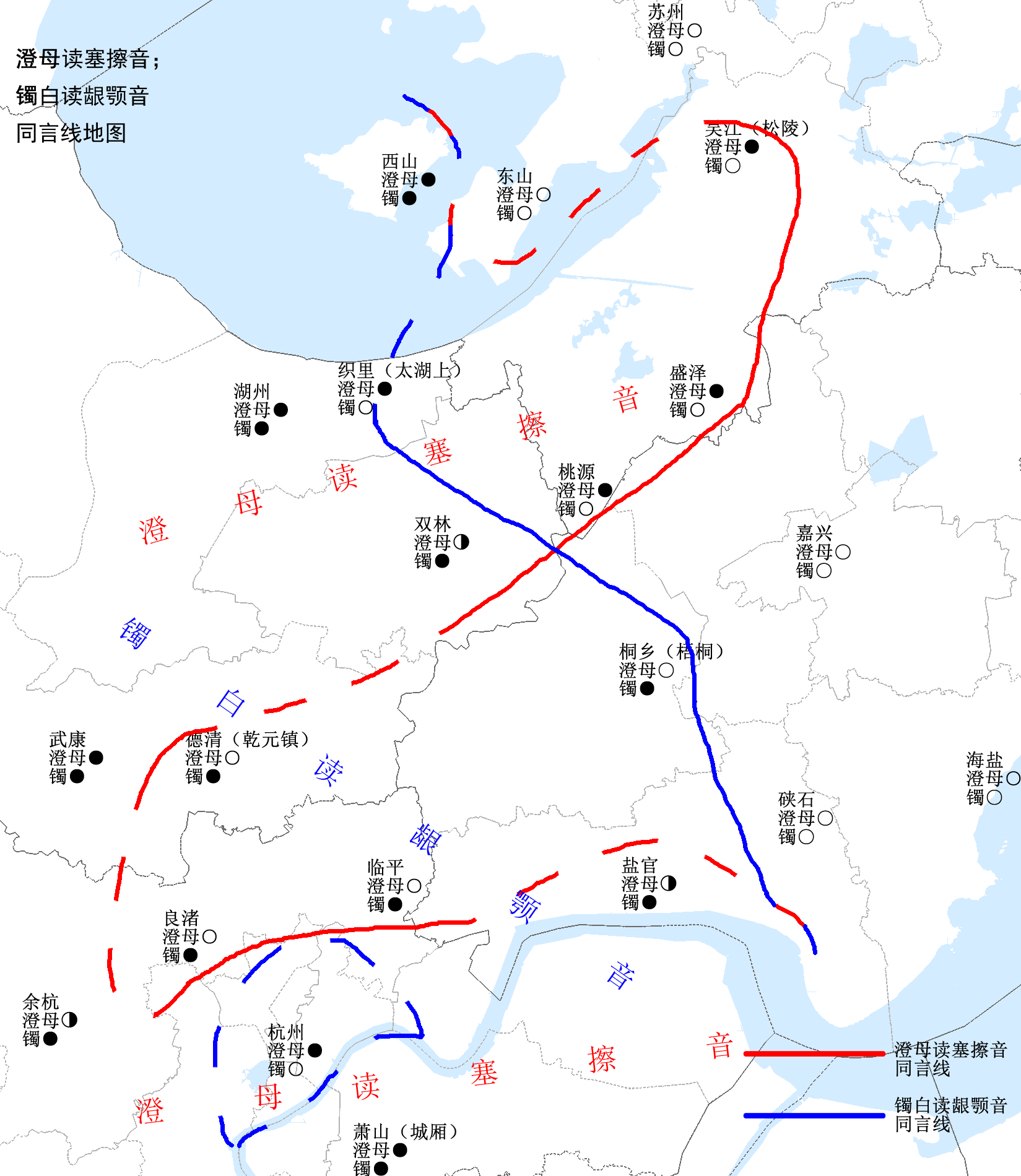

- 全境农脓糯（糯米）嫩能瓤（水果果肉/量词）6字中全部或大部分可读来母(l-)[9]；

——如桐乡梧桐[农 lʊŋ | 糯 lʊŋ | 脓 lʊŋ]，海宁双山[糯 lʊŋ | 脓 lʊŋ | 能 nən]

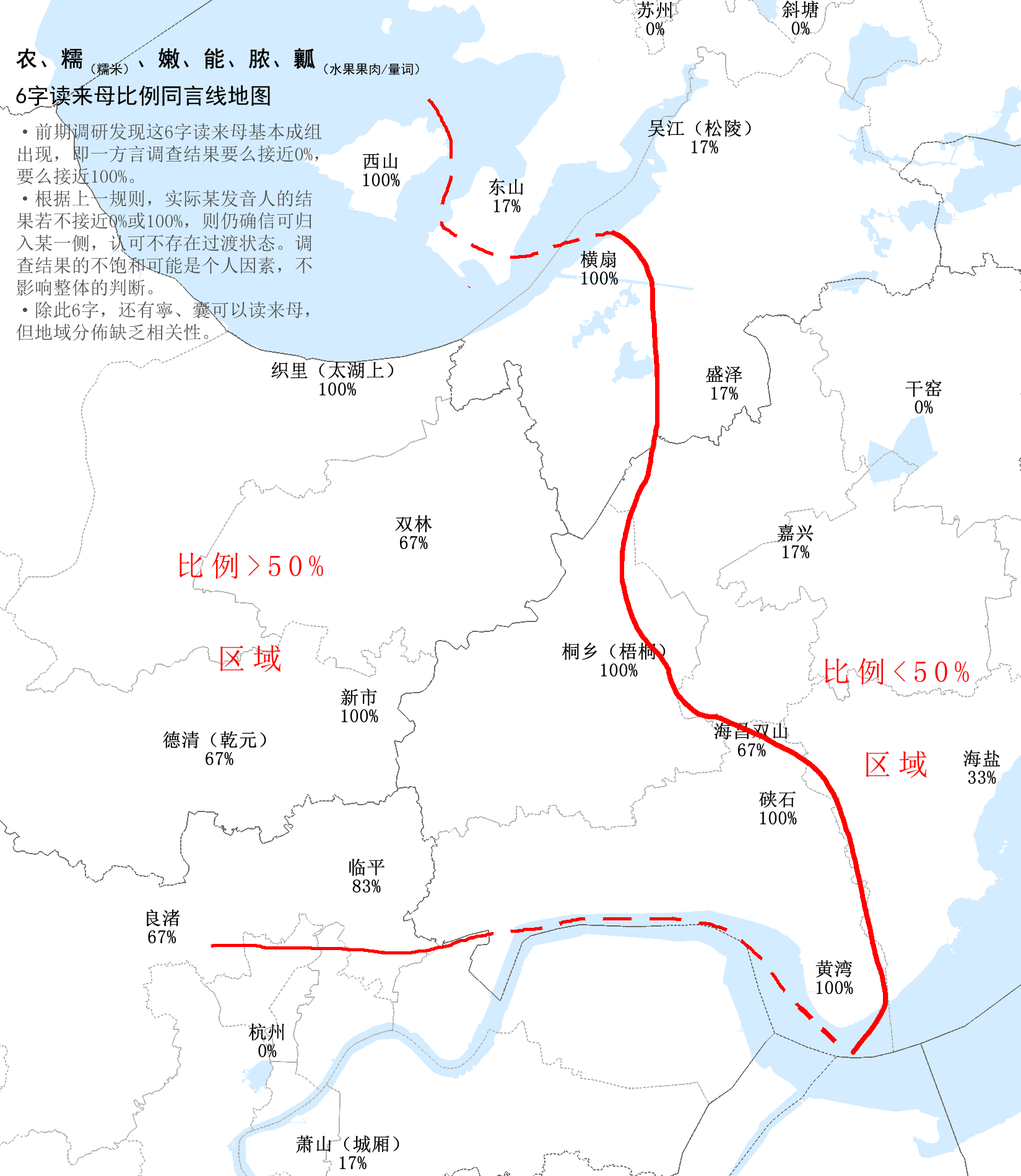

- 除吴江西部、硖石等地外，“镯”的白读为龈颚音；

——如湖州市区[镯 ʥioʔ/ʣoʔ]，武康[镯 ʥioʔ]，【例外】吴江桃源[ʣoʔ]
- 除良渚外，仄声格局一般是上声为降调，去声为升调；

——如湖州市区[阴上⁴² | 阴去³⁵]，孝丰[阴上⁵⁵² | 阴去³²⁴]，太湖西山[阴上⁴² | 阴去³⁵]，【例外】良渚[阴上⁵³ | 阴去⁴²³]（阳上、去从略）

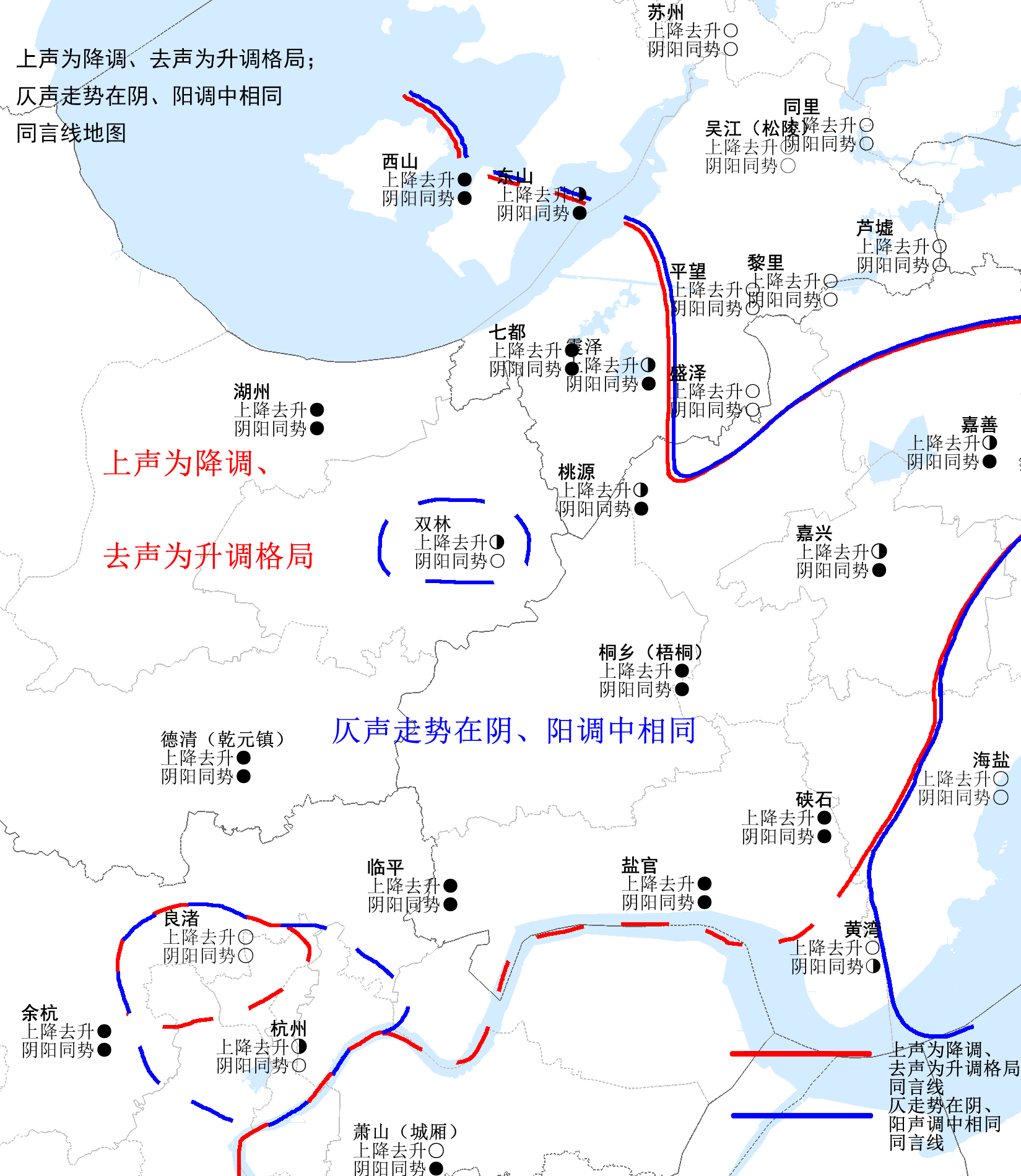

- 除双林、良渚外，仄声走势在阴、阳调中相同，即若阴上为降调，阳上也为降调；

——如吴江震泽[阴上⁵² | 阳上⁴²]，杭州临平[阴上⁵³ | 阳上³¹]，【例外】湖州双林[阴上⁵³ | 阳上²³¹]（去声从略）
- 除余杭、孝丰、西山等地外，无撮口韵母。

——如湖州市区[雨 i | 选 ɕiᴇ | 军 ʨin]，【例外】余杭[雨 i | 举 ʨi | 圆 ɦyo][1]，孝丰[月 ɦyəʔ | 许 ɕy]
- 全境来母鱼韵读如“里”，而非/ly/(lü)；

——如德清新市[驴=梨=li]，湖州双林[旅=里=liʑ]

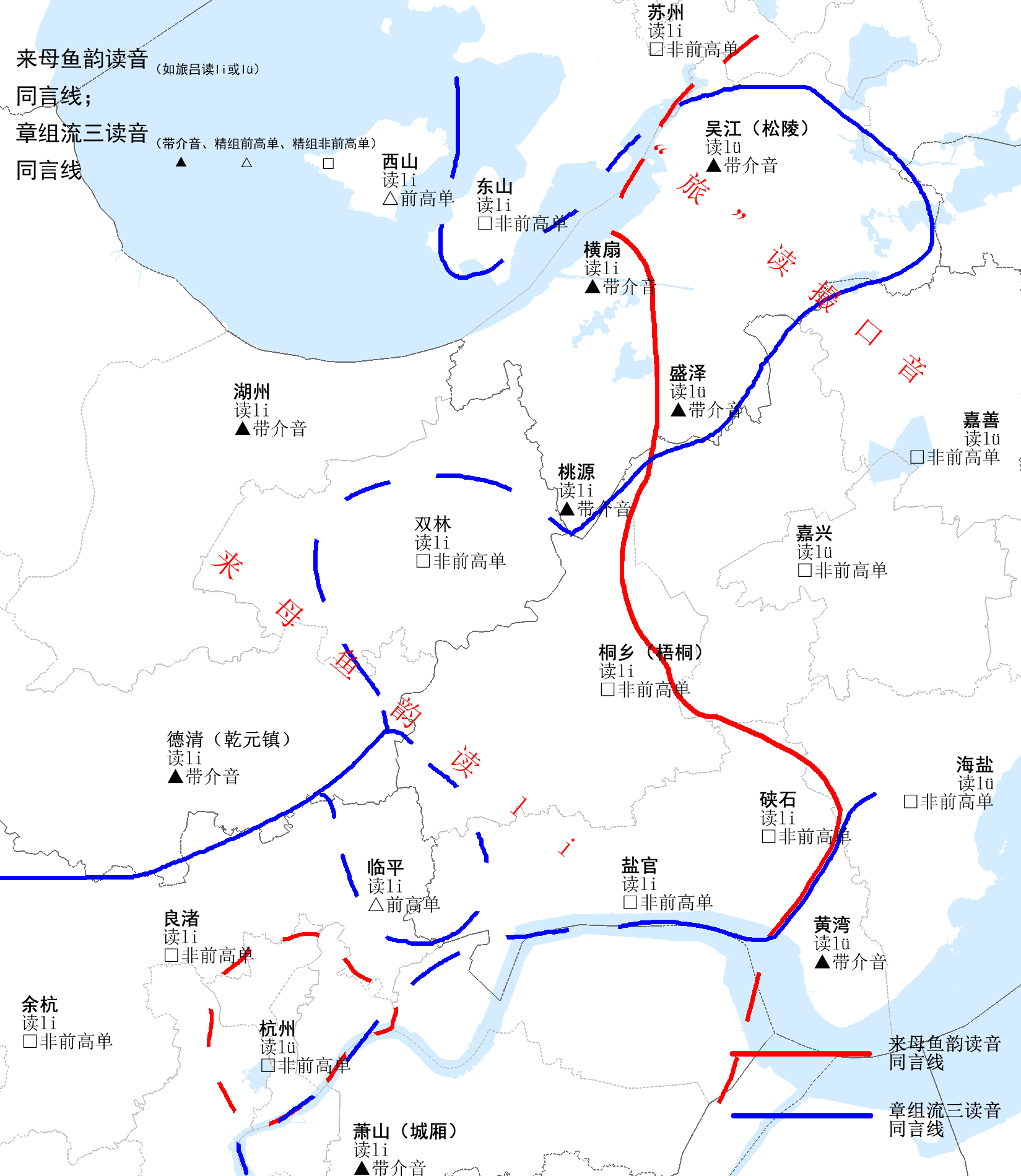

- 除双林、良渚、长兴、安吉等地外，章组流三读音读如前高元音或带介音；

——如湖州市区[收 ɕiʏ]，德清乾元[手 ɕiɤ]，吴江横扇[州 ʦɪ]，【例外】长兴[州 ʦei]，孝丰[手 sei]

## 分布地域

### 浙江省湖州市
- 吴兴区全境
- 南浔区全境
- 德清县全境
- 长兴县大部分：15個街道、鎮、鄉中的13個全境（雉城街道、画溪街道、太湖街道、龙山街道、洪桥镇、李家巷镇、夹浦镇、林城镇、虹星桥镇、小浦镇、煤山镇、水口乡、吕山乡），以及另2個部分（泗安镇东北部、和平镇东部）
- 安吉县大部分：15個街道、鎮、鄉中的10個全境（昌硕街道、灵峰街道、递铺街道、孝源街道、孝丰镇、报福镇、天荒坪镇、溪龙乡、上墅乡、山川乡），以及另5個部分（鄣吴镇东北部、杭垓镇东部、章村镇北部、梅溪镇东南部、天子湖镇南部）

### 浙江省嘉興市

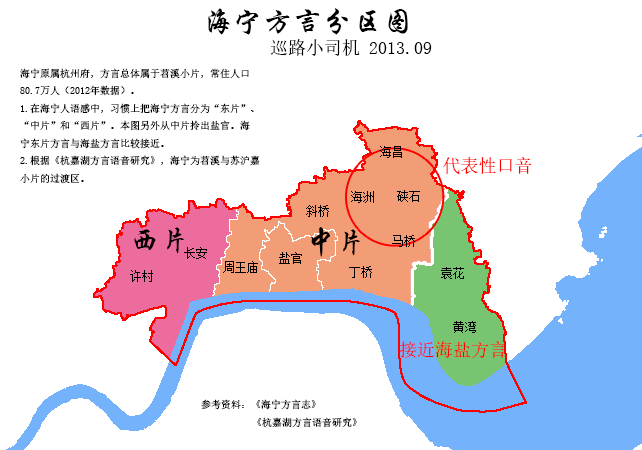

- 海宁市大部分：12個街道、鎮中的10個全境（马桥街道、海昌街道、海洲街道、硖石街道、周王庙镇、丁桥镇、斜桥镇、盐官镇、许村镇、长安镇），另2個全境（黄湾镇、袁花镇）接近蘇滬嘉小片海鹽話。
- 桐乡市全境

### 浙江省杭州市
- 上城区小部分：丁蘭街道
- 拱墅區小部分：半山街道
- 西湖区部分：12個街道、鎮中的4個全境（转塘街道、蒋村街道、留下街道、三墩镇），以及1個部分（双浦镇西部）
- 余杭区全境
- 临平区全境
- 富阳區小部分：东洲街道东北角、银湖街道北部[10]

### 江蘇省蘇州市
- 吴中区小部分：金庭镇全境、东山镇三山村、香山街道叶山岛
- 吴江区部分：11個街道、鎮中的3個全境（七都镇、震泽镇、桃源镇），以及3個部分（横扇街道不含舊菀坪镇部分、平望镇舊梅堰镇部分、盛泽镇舊南麻镇部分）

## 一般性特色
- 一般咸山摄无鼻韵，且与咍韵、灰韵3者未合并成同一个；

——如湖州市区[蓝 lᴇ ≠ 来 leɪ ＝ 雷 leɪ][13]，西山[蓝 lᴇ ≠ 来 leɪ ＝ 雷 leɪ]，长兴蓝 lɛ ≠ 来 lɤ ≠ 雷 lei
- 一般不区分果、遇摄，且果遇摄在喉音读如后高元音；

——如湖州市区[湖 βɯ~ɦᵊu][10]，湖州双林[湖 vv̩]